# Brian Smith (rugby à XIII)
Pour les articles homonymes, voir Brian Smith et Smith.
Pas d'image ? Cliquez ici

a Compétitions nationales et continentales officielles uniquement.

Brian Smith, né le 14 mars 1954, est un ancien joueur de rugby à XIII australien reconverti entraîneur. C'est en tant qu'entraîneur que Brian Smith a connu ses plus grands succès que cela soit en Australie ou en Angleterre puisqu'il a entraîné des clubs prestigieux tels que St. George, Parramatta, Newcastle et Sydney en Australie ainsi que Hull FC, Bradford et Wakefield en Angleterre. Il a notamment connu une finale de National Rugby League en 2001 avec Parramatta et en 2010 avec Sydney. Son frère Tony Smith est également entraîneur de rugby à XIII.

## Palmarès

### Palmarès d'entraîneur
- Collectif :
  - Vainqueur de la phase régulière de National Rugby League : 2001 (Eels de Parramatta).
  - Finaliste de la National Rugby League : 2001 (Parramatta) & 2010 (Roosters de Sydney).
  - Finaliste de la Challenge Cup : 1996 (Bulls de Bradford).

- Individuel :
  - Nommé meilleur entraîneur de National Rugby League : 2001 (Eels de Parramatta) et 2010 (Roosters de Sydney).